# Proterhinus heterotarsus
Proterhinus heterotarsus is een keversoort uit de familie Belidae. De wetenschappelijke naam van de soort is voor het eerst geldig gepubliceerd in 1900 door Perkins.